# Frigyes Korányi

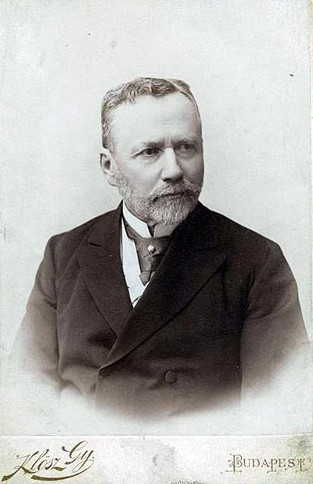
Frigyes Korányi

Frigyes Korányi, deutsch auch Friedrich Koranyi von Tolcsva und Friedrich von Korányi (* 20. Dezember 1828 in Nagykálló; † 13. Mai 1913 in Budapest) war ein ungarischer Mediziner (Internist).

## Leben
Korányi studierte Medizin an der Universität Pest und wurde 1851 zum Dr. med. promoviert. 1848 war er einer der Führer der revolutionären Jugend in Pest und nahm am Freiheitskampf von 1848/49 als Militärarzt teil. Um sich fachlich weiterzubilden, ging Korányi zunächst nach Wien, wo er Operationszögling bei Schuh wurde. Korányi musste jedoch Wien bald wieder verlassen, da ihn die österreichische Polizei, wie so viele andere Ungarn, der Teilnahme an Verschwörungen verdächtigte. In den Folgejahren machte er zahlreiche Studienreisen durch Westeuropa. 1861 ließ er sich in Nagykálló nieder und wurde 1863 Oberarzt des dortigen städtisches Krankenhauses. Ab 1864 war er Privatdozent für Neuropathologie an der Universität Pest und wurde Leiter der neuropathologischen Abteilung des hauptstädtischen Krankenhauses. Von 1866 bis 1908 war er ordentlicher Professor der Inneren Krankheiten an der Universität Budapest und Direktor der Klinik für innere Krankheiten. 1868 war er Rektor der Universität Budapest.
1884 wurde Korányi zum Mitglied der Ungarischen Akademie der Wissenschaften ernannt, 1908 in den Baronsstand erhoben
Korányi gehörte wie Ignaz Semmelweis und János Balassa der ungarischen bzw. Pester medizinischen Schule an und schuf den modernen klinischen Unterricht für Internisten in Ungarn. Er beschäftigte sich vor allem mit Lungenkrankheiten und schrieb klassische Monographien unter anderem über den Rotz, den Milzbrand, die Aktinomykose. Für die Pitha-Billroth-, Nothnagel- und Eulenburgschen Sammelwerke verfasste er auch Bände in deutscher Sprache.
Er entwickelte zahlreiche diagnostische Methoden weiter (z. B. eine neue Methode der Perkussion der Wirbelsäule, 1908). Koranyi gilt als einer der ersten Kämpfer gegen die Tuberkulose in Ungarn.
Auch sein in Pest geborener Sohn, Sándor Korányi von Tolcsva, wurde später Mediziner und Professor an der Universität Budapest.

## Schriften in deutscher Sprache
- Über Milzbrand und Rotzkrankheit. In: Franz Freiherr von Pitha, Theodor Billroth: Handbuch der allgemeinen und speciellen Chirurgie. 1865.
- Die Lungenkrankheiten. In: Albert Eulenburg (Hrsg.): Real-Encyclopädie der gesammten Heilkunde. Wien, 1880–1883.
- Zoonosen. In: Carl Wilhelm Hermann Nothnagel et al. (Hrsg.): Handbuch der speciellen Pathologie und Therapie. Vienna, 1894–1905, 24 Bände.
- Beiträge zu Albert Eulenburgs Real-Encyclopädie der gesammten Heilkunde. Erste Auflage.
  - Band 8 (1881) (Digitalisat), S. 321–327: Lungenatelektase; S. 327–348: Lungenemphysen; S. 348–400: Lungenentzündung; S. 401–405: Lungengangrän; S. 405–407: Lungeninfarkt; S. 408–410: Lungenödem
  - Band 10 (1882) (Digitalisat), S. 571–639: Phthisis pulmonum

## Ehrungen
- In den Städten Nagykálló, Budapest, Nyíregyháza, Gyomaendrőd, Hajdúböszörmény und Sátoraljaújhely sowie in weiteren ungarischen Orten tragen Straßen seinen Namen (Korányi Frigyes utca).
- In seiner Geburtsstadt Nagykálló ist das Korányi Frigyes Gimnázium nach ihm benannt.
- In Budapest trägt das Korányi Frigyes Szanatórium seinen Namen. Dort befindet sich auch ein Denkmal zu Ehren Koranyís. Die Marmorbüste wurde von dem ungarischen Bildhauer Miklós Ligeti 1927 anlässlich des 100. Geburtstages von Korányi geschaffen.
- Anlässlich des 50. Todestages von Korányi gab die Ungarische Post 1963 eine Sonderbriefmarke heraus.